# Roger Bezombes
Roger Bezombes, nacido el 17 de enero de 1913 en París donde también falleció el 9 de agosto de 1994. Fue un pintor, gravador (litografía y aguafuerte) y escultor francés de la denominada segunda Escuela de París.

## Datos biográficos
Huérfano desde muy temprano, se vio obligado a ejercer todo tipo de oficios para sobrevivir y para sostener su vocación por la pintura. Roger Bezombes fue alumno de la Escuela nacional superior de Bellas Artes. Uno de sus primeros maestros fue Paul Baudoüin. Se inició como copista en el Museo de Louvre. Las pinturas de Paul Gauguin, Vincent van Gogh y Henri Matisse le fueron enseñadas por Maurice Denis de quien permanecerá cercano hasta el fallecimiento de este, pintándolo en su lecho de muerte el 14 de noviembre de 1943.
Roger Bezombes viajó a África por primera vez en 1936 gracias a una beca, recibiendo el mismo año el segundo Gran Premio de Roma. Recorre en 1937 Marruecos donde se ligó en amistad con Albert Camus. El año 1938 ofreció su primera exposición personal a la Galería Charpentier con telas sobre el tema de Marruecos.
Fue profesor de la Academia Julian en 1950. El año 1951 viajó a Grecia en donde inició su relación con la tapicería artística.
Roger Bezombes visitó Palestina en 1953, Túnez y Egipto en 1954. Fue nombrado Pintor oficial de la Marina de Francia en 1955.
Es electo titular a la Academia de las ciencias de ultramar en 1978.

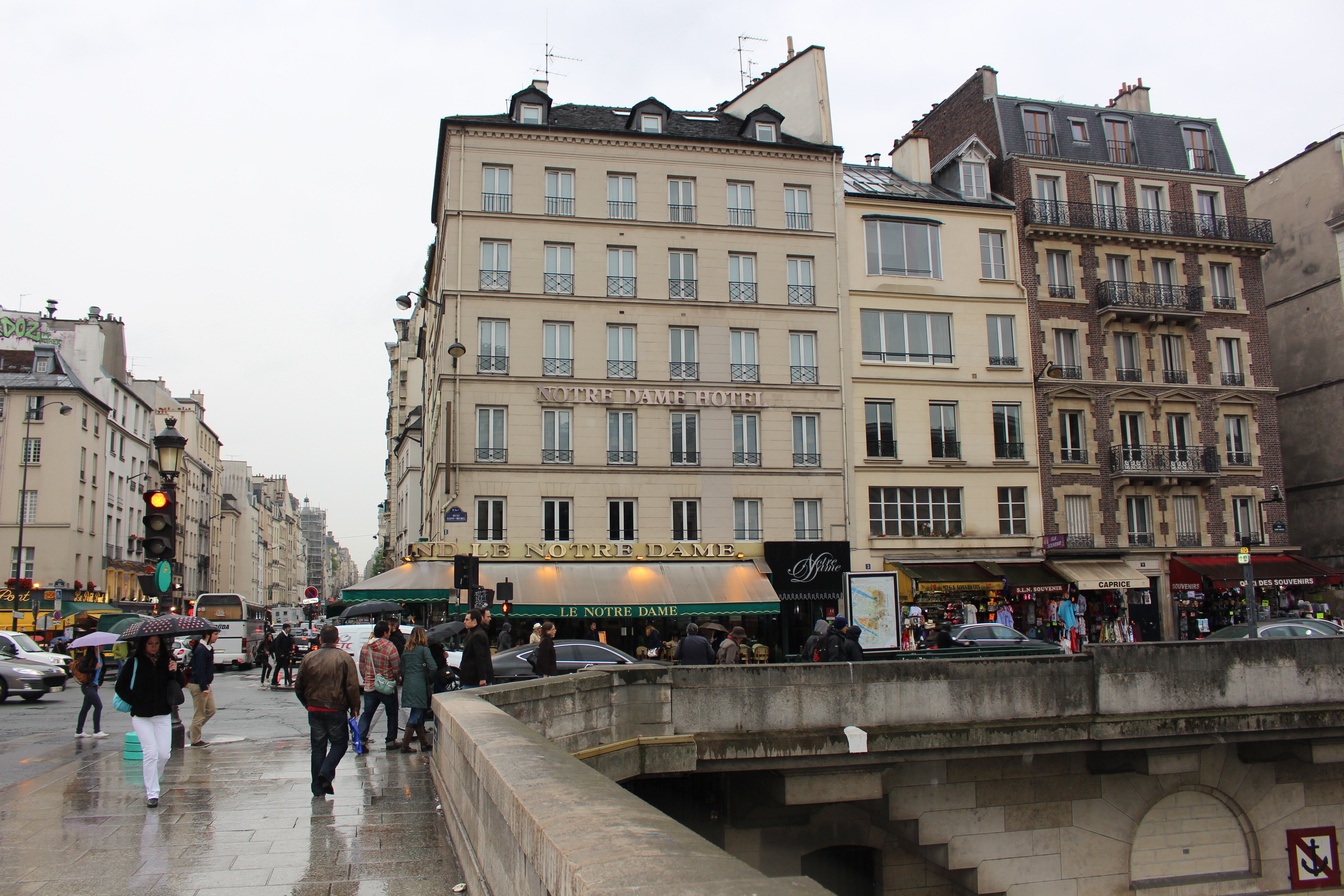
En el 1, 3 y 5 del Quai Saint-Michel en París, Roger Bezombes ocupó un taller donde trabajó y vivió mucho tiempo

Roger Bezombes, que viajó mucho se estableció, hacia el final de los años 1930 en el número 3, del Quai Saint-Michel y en el número 5 instaló un taller de trabajo que conservó toda su vida. En los años 1950, adquirió una construcción provenzal a Maillane, en Saint-Rémy-de-Provence cuyo salón está adornado todavía de un gran mosaico creado por el artista.

## Premios y distinciones
- Segundo Gran Premio de Roma, 1936
- Chevalier de la Legión de Honor, 1954.
- Gran Premio del cartel, 1984, para los carteles Zapatos Bally.

## Conservación de algunas de sus obras
- Musée Réattu, Arlés.
- Musée des Années Trente, Boulogne-Billancourt.[8]
- Musée des beaux-arts de Dijon.
- Institut universitaire de technologie de Lannion.
- Musée Matisse du Cateau-Cambrésis.
- Musée d'art moderne André-Malraux, Le Havre.
- Musée des beaux-arts de Lyon.
- Musée des beaux-arts de Nancy.
- Musée d'art et d'histoire de Narbonne, Les désenchantées, huile sur panneau, 167x150cm.[9]
- Musée des beaux-arts d'Orléans, Concert champêtre, peinture.
- Salle des fêtes du pavillon d'Afrique, Ciudad Universitaria de Bulevar Jourdan en París, tapisserie d'Aubusson, manufacture Hamot, 1951, 150m.
- Bibliothèque de l'Arsenal, Paris.
- Cabinet des estampes de la Bibliothèque nationale de France, Paris.
- Musée d'art moderne de la ville de Paris, La terrasse du grand café, huile sur toile.[10]
- Musée Carnavalet, Paris.
- Musée de la Monnaie, Paris.
- Centro Pompidou, Paris, Le harem, huile sur toile, 1938 ; Évêque, huile sur papier, avant 1939 ; Portrait de l'oiseau qui n'existe pas, aquarelle, 1957 ; Le bouquet de fleurs romantique, technique mixte sur contreplaqué, 1957.
- L'Adresse Musée de La Poste, Paris, Projet de l'affiche Philexpo 1982, technique mixte, 160x120cm, 1982.[11]
- Musée du quai Branly, Paris.
- Musée de la chaussure, Romans-sur-Isère.
- Musée du Domaine départemental de Sceaux.
- Musée des Augustins, Toulouse.
- Musée international d'art naïf, Vicq (Yvelines).

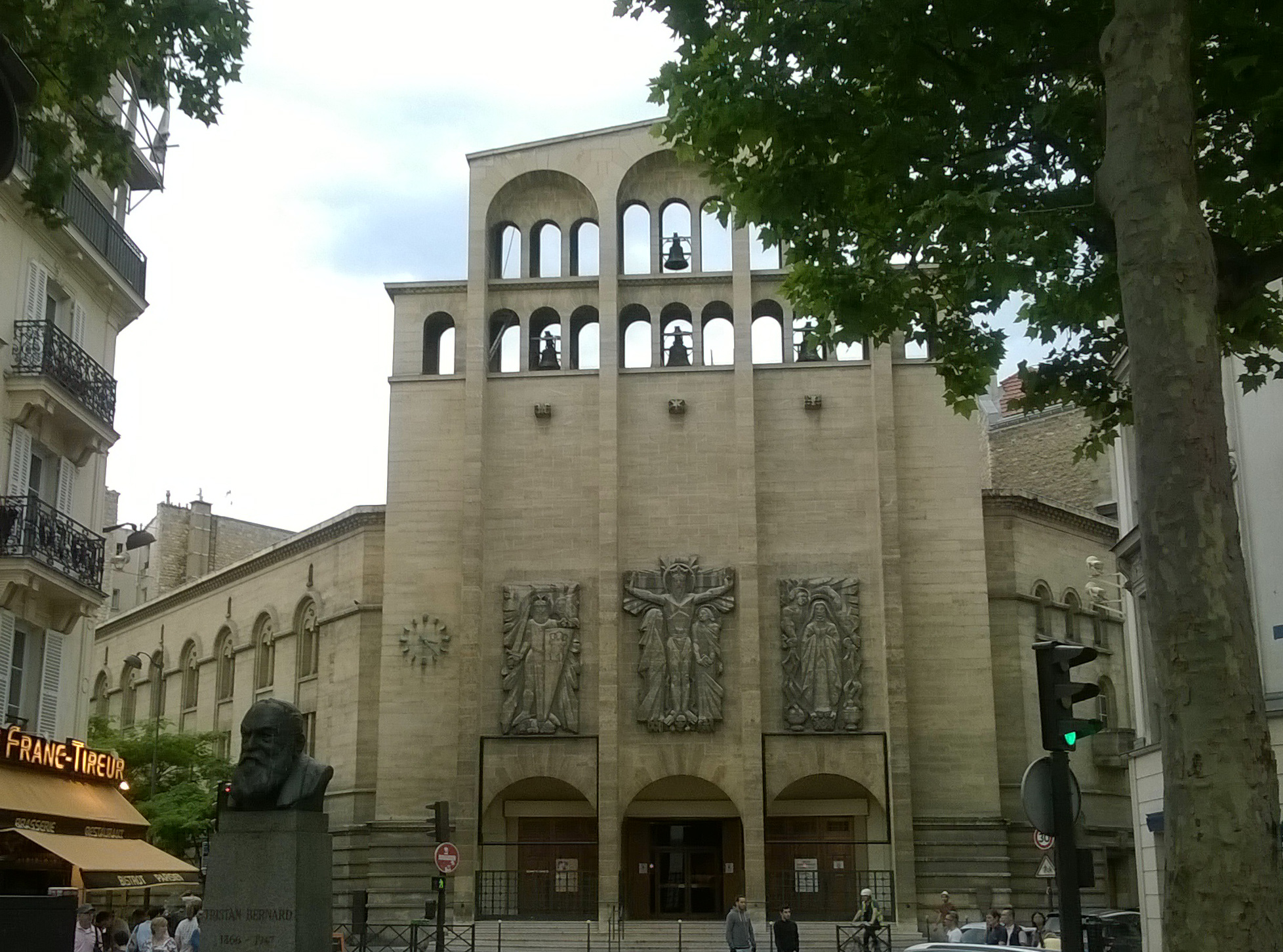
La iglesia Saint-Ferdinand-des-Ternes en París donde trabajaron Roger y Hélène Bezombes